# オクトン・インク
オクトン・インク（英語:Octon Inc.）は、カスタマーサービスとコンタクトセンター向けのソフトウェアの開発、販売、保守を行うオクトングループの持株会社である。オクトン・インクの日本法人は、オクトンジャパン株式会社。

## 概要
1997年、台湾 (台北）にて「翺騰國際科技股份有限公司」を設立。2008年、持株会社をケイマン諸島に登記。
現在、台北・東京・上海・南昌に現地法人をもち、アジア太平洋地域の企業（金融、運輸、通信、ユーティリティ、政府部門等）を中心にコンタクトセンター向けソフトウェアを提供している。主な製品はマルチメディア、マルチテナント、クラウド環境対応の次世代IPコンタクトセンターソリューション（MMCC)である。

## 沿革
- 1997年 - 翺騰國際科技股份有限公司（英語:Octon International Co. Ltd.）設立
- 1999年 - 上海翺騰科技有限公司（英語:Octon Technology (Shanghai) Ltd.）設立
- 2008年 - ケイマン諸島に登記変更
- 2009年 - Best Call Centre Project Award 2009 受賞
- 2010年 - 翺騰（南昌）科技有限公司（英語:Octon Tech (Nanchang) Ltd.）設立
- 2013年 - オクトンジャパン株式会社（英語:Octon Japan Co. Ltd.）設立

## 製品
- MMCC（マルチメディアコンタクトセンター）
- ABCC（アダプティブビジネスコミュニケーションクラウド）